# Farohi Sistani
Farohi Sistani je bio pesnik iz doba gaznavidske dinastije. Budući da je imao dobar odnos sa sultanom Mahmudom, on ga je pratio u raznim ekspedicijama, lovovima i ratovima‍:pp. 18. i beležio u stihovima brojna sultanova iskustva.‍:pp. 527.

## Život i dela
Farohi Sistani je umro 1038. godine. Sastavljao je kaside koje su naginjale lirskom obzorju, pa su zbog toga i njegovi tagazuli/ljubavni stihovi izuzetno privlačni. Njegove reči, poput onih Sadijevih pesama, moramo naznačiti nedostupnom lakoćom i one, zapravo predstavljaju uglačaniju formu Rudakijevih pesama, u odnosu na koje su, ujedno i rečitije te tečnije. Na površinama njegove pesme talasa neka vrsta proste i čiste seoske/pastirske ljubavi koja nam, najbolje predočava njegovu pastirsku duhovnost. Nije mu cilj da se puno hvališe, a ne obazire se ni na nučnu terminologiju. Njegov jezik, premda ima staroježičke karakteristike, ne priziva do opticajne reči i nije opterećen zastranjenim i neuobičajenim terminima.‍:pp. 15. Dok je učestvovao u boju za osvajane Somanata, Farohi je spevao elegiju u kojoj je detaljno opisao događaje iz tog rata.‍:pp. 527.
Njegove pesme će postati široko poznate tek u vekovima koji će naići. Tako će autor Čahar makalea uz pohvale spominjati njegovu pesmu Karavan Hile. On se u ovoj pesmi nameće kao spretni slikar koji će, naposletku morati baš sve da zadivi.‍:pp. 109.